# (24682) 1990 BH
(24682) 1990 BH est un astéroïde aréocroiseur découvert en 1990.

## Description
(24682) 1990 BH a été découvert le 22 janvier 1990 à l'observatoire Palomar, situé au nord de San Diego en Californie, par Eleanor Francis Helin.

### Caractéristiques orbitales
L'orbite de cet astéroïde est caractérisée par un demi-grand axe de 2,24 UA, un périhélie de 1,41 UA, une excentricité de 0,37 et une inclinaison de 24,68° par rapport à l'écliptique. Du fait de ces caractéristiques, à savoir un demi-grand axe inférieur à 3,2 UA et un périhélie compris entre 1,3 et 1,666 UA, il croise l'orbite de Mars et est classé, selon la JPL Small-Body Database, comme astéroïde aréocroiseur (aréo venant de Arès).

### Caractéristiques physiques
(24682) 1990 BH a une magnitude absolue (H) de 15,1 et un albédo estimé à 0,207.